# Estación de Los Palancares
Los Palancares es un apeadero ferroviario clausurado situado en la localidad de Mohorte, perteneciente al municipio de Cuenca, en la provincia de Cuenca, comunidad autónoma de Castilla-La Mancha. Las instalaciones están dadas de baja como dependencias de la línea.

## Situación ferroviaria
La estación se encuentra en el punto kilométrico 170,702 de la línea férrea 310 de la red ferroviaria española que une Aranjuez con Valencia, entre las estaciones de La Melgosa y la de Cañada del Hoyo, a 1132 metros de altitud, lo que le convierte en la estación de mayor altitud de toda la línea. El tramo es muy complejo, debido a la dificultad orográfica, teniendo dos túneles y un viaducto entre La Melgosa y Los Palancares y cinco túneles y un viaducto entre ésta y la de Cañada del Hoyo. Entre la estación de La Melgosa y la de Los Palancares está el túnel nº3 de la línea (Túnel de Palancares) de 2302 metros de longitud, siendo el más largo de la línea.
El tramo es de vía única y está sin electrificar.

## Historia
La línea se había gestado mucho antes de su inauguración, aunque la difícil orografía y la Guerra Civil se encargaron de retrasar su conclusión. La infraestructura se enmarcó dentro de la línea Cuenca-Utiel que buscaba unir el trazado Madrid-Aranjuez-Cuenca con el Utiel-Valencia para crear lo que su época se conoció como el ferrocarril directo de Madrid a Valencia. Inicialmente adjudicada a la Constructora Bernal, las obras fueron finalmente iniciadas en 1926 por la empresa Cesaraugusta S.A. quien compró los derechos a la anterior. La Guerra Civil marcó la rescisión del contrato en 1936 y la apertura parcial de algunos tramos más con fines militares que civiles. La estación fue abierta al tráfico ferroviario el 25 de octubre de 1938, en pleno conflicto, al haberse culminados los trabajos iniciados por la compañía ferroviaria MZA en el subtramo de 44 982 km entre las estaciones de Cuenca y Arguisuelas, faltando aún en 1938 por abrir al tráfico ferroviario el tramo entre las estaciones de Arguisuelas y Camporrobles, de 47,066 km para completar la unión de Cuenca con Utiel.
La estación pasó a control estatal en 1941, bajo el mando de RENFE, con la nacionalización del ferrocarril en España. Concluido el conflicto, una nueva constructora llamada ABC remataría las obras de la línea incluyendo algunos viaductos especialmente complejos hasta la inauguración total de línea por parte del general Franco el 25 de noviembre de 1947.

## La estación
Se sitúa en un desvío de la carretera  N-420 , muy cerca de la localidad de Mohorte. Tras recorrer 10 km por carretera asfaltada, aún hay de recorrer 5 km adicionales por pista forestal sin asfaltar, lo que da una idea de su aislamiento, convirtiéndola es una de la estaciones más aisladas de toda la línea.
El edificio de viajeros está rehabilitado y en condiciones razonables de conservación. La velocidad máxima del tramo Cuenca-Utiel, al que pertenece la estación, es de 60 km/h, si bien se suspendieron todos los servicios ferroviarios a raíz de la borrasca Filomena en enero de 2021, sin tener fecha de reapertura hasta el momento.
El edificio de viajeros está catalogado por Adif como Bien Inmueble Protegido.